# Wahwashkesh Lake
Wahwashkesh Lake är en sjö i Kanada.   Den ligger i Parry Sound District och provinsen Ontario, i den sydöstra delen av landet, 300 km väster om huvudstaden Ottawa. Wahwashkesh Lake ligger 222 meter över havet.
I omgivningarna runt Wahwashkesh Lake växer i huvudsak blandskog. Runt Wahwashkesh Lake är det mycket glesbefolkat, med 2 invånare per kvadratkilometer.